# Allium insubricum
Allium insubricum — вид рослин з родини амарилісових (Amaryllidaceae); ендемік Італії.

## Опис
Це цибулинна трав'яниста багаторічна рослина. Виростає до 25 см у висоту. Має плоскі, лінійні листки заввишки до 10 мм, звужені до кінчика. Квіток мало, зазвичай не більше п'яти на зонтик. Листочки оцвітини рожево-рожеві.

## Поширення
Ендемік Італії, де знайдений у південних Альпах, у регіоні Ломбардія. Зростає на вапняних скелях та осипах на висотах 800–2100 метрів